# Кал (община Толмин)
Вижте пояснителната страница за други значения на Кал.
Кал (на словенски: Kal) е село в Словения, регион Горишка, община Толмин. Според Националната статистическа служба на Република Словения през 2015 г. селото има 4 жители.